# هيروشي هيراتا
هيروشي هيراتا (باليابانية: 平田弘史؛ بالكانا: ひらた ひろし) هو مانغاكا ياباني، ولد في 9 فبراير 1937 في طوكيو في اليابان.

## روابط خارجية
- هيروشي هيراتا على موقع IMDb (الإنجليزية)
- هيروشي هيراتا على موقع ANN person (الإنجليزية)